# Hydrure de sodium
L'hydrure de sodium est un composé chimique de formule NaH. Il se présente sous la forme d'une poudre grisâtre cristallisée dans une structure ionique de type sel gemme. Dans ce motif, chaque cation Na+ est entouré par six anions H− dans une géométrie octaédrique.
L'hydrure de sodium réagit violemment avec l'eau pour former de l'hydroxyde de sodium NaOH (soude caustique), très corrosif, et du Dihydrogène H2, très inflammable. Afin de protéger le matériau de l'humidité de l'air, l'hydrure de sodium est généralement transporté sous forme d'un mélange de 60 % de NaH dans du tétrahydrofurane (THF) ou de l'éther de pétrole. NaH est insoluble dans les solvants organiques, ce qui est cohérent avec le fait que les anions hydrure H− n'existent pas en solution, mais est soluble dans le sodium fondu. NaH n'étant pas soluble, les réactions impliquant cette substance n'interviennent qu'à la surface du solide.

## Applications en synthèse organique

### Comme base forte
L'hydrure de sodium est une base largement utilisée en chimie organique. Cette superbase est capable de déprotoner même des acides de Brønsted faibles pour donner les dérivés sodés correspondants. Les substrats préférentiels dans ce type de réactions contiennent des liaisons O–H, N–H, S–H, comme les alcools, les phénols, les pyrazoles et les thiols. Quelques exemples de réactions :
NaH + CH3CH2OH ⟶ CH3CH2ONa + H2 ;
NaH + NH3 ⟶ NaNH2 + H2 ;
NaH + HCl ⟶ NaCl + H2.
L'hydrure de sodium déprotone notamment les acides carbonés, c'est-à-dire les liaisons C–H, comme les dérivés d'acides 1,3-dicarboxyliques tels que les esters maloniques. Les dérivés sodés résultants peuvent être alkylés. AlH est largement utilisé pour déclencher les réactions de condensation de composés carbonylés par condensation de Dieckmann, réaction de Darzens ou condensation de Claisen.
Les sels de sulfonium et le diméthylsulfoxyde (DMSO) sont d'autres acides carbonés surceptibles d'être déprotonés par l'hydrure de sodium. Ce dernier est également utilisé pour obtenir des ylures de soufre qui permettent de convertir des cétones en époxydes, comme dans la réaction de Corey-Chaykovsky.

### Comme réducteur
L'hydrure de sodium réduit certains composés du groupe principal (éléments des blocs s et p). Le trifluorure de bore BF3 réagit avec NaH pour donner du diborane B2H6 et du fluorure de sodium :
6 NaH + 2 BF3 ⟶ B2H6 + 6 NaF.
Les liaisons Si–Si et S–S des disilanes et des disulfures sont également réduites.
Il est possible de réaliser tout un ensemble de réaction, comme l'hydrodécyanation de nitriles tertiaires, la réduction d'imines en amines et d'amides en aldéhydes, à l'aide d'un réactif composé d'hydrure de sodium et d'un iodure de métal alcalin, lithium ou sodium.

## Stockage de l'hydrogène
Les applications de l'hydrure de sodium pour le stockage de l'hydrogène ne sont pas significatives commercialement mais ont fait l'objet de recherches pour les véhicules à hydrogène. Une réalisation expérimentale du siècle dernier faisait par exemple intervenir des pastilles de plastique contenant de l'hydrure de sodium écrasées en présence d'eau pour libérer l'hydrogène ; la difficulté de cette technique était la régénération du NaH à partir de l'hydroxyde de sodium NaOH produit.